# أيدان روشي
أيدان روشي (بالإنجليزية: Aidan Roach)‏ هو لاعب كرة الماء أسترالي، ولد في 1990.

## وصلات خارجية
- أيدان روشي على موقع اللجنة الأولمبية الدولية (الإنجليزية)
- أيدان روشي على موقع أوليمبيديا (الإنجليزية)
- أيدان روشي على موقع اللجنة الأولمبية الأسترالية (الإنجليزية)